# Mason Remey

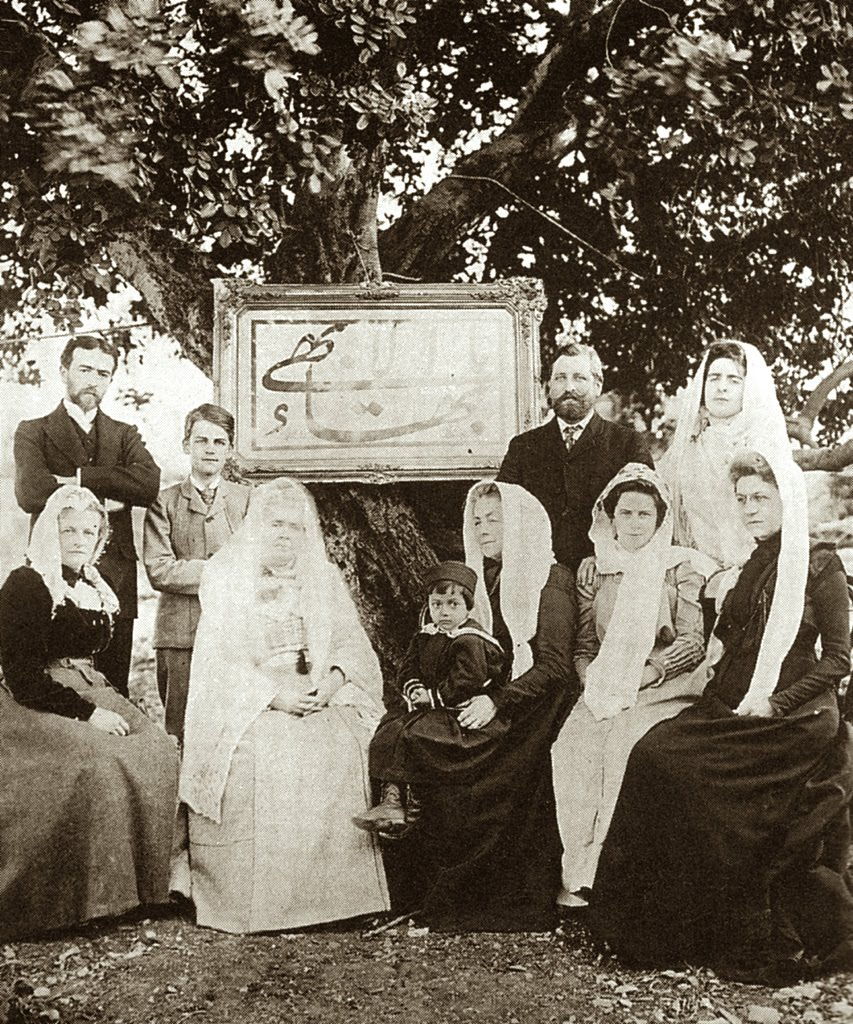
Os primeiros pioneiros bahá'ís ocidentais. Em pé da esquerda para a direita: Charles Mason Remey, Sigurd Russell, Edward Getsinger e Laura Clifford Barney ; Sentado da esquerda para a direita: Ethel Jenner Rosenberg, Madame Jackson, Shoghi Effendi, Helen Ellis Cole, Lua Getsinger, Emogene Hoagg

Charles Mason Remey (15 de maio de 1874 - 4 de fevereiro de 1974) foi um proeminente bahá'í americano, nomeado em 1951 como Mão da Causa  e presidente do Conselho Internacional Bahá'í. Ele foi o arquiteto das Casas de Adoração Bahá'í em Uganda e na Austrália, e teve um projeto aprovado por Shoghi Effendi para a Casa de Adoração não construída em Haifa, Israel .
Shoghi Effendi faleceu em 1957 sem ter apontado explicitamente o próximo Guardião, e nessa ocasião Remey estava entre os nove Mãos da Causa eleitos como autoridade interina provisória até a eleição da primeira Casa Universal de Justiça, em 1963. No entanto, em 1960, Remey declarou-se sucessor de Shoghi Effendi, e esperou a anuência dos Bahá'ís de todo o mundo. Logo em seguida, ele e seus apoiadores foram declarados Rompedores do Convênio pelos Mãos da Causa , alegando-se que Remey não preenchia os pré requisitos expostos por 'Abdu'l-Bahá em sua Última Vontade e Testamento. Apesar de grande parte dos bahá'ís ter rejeitado sua declaração, ele recebeu apoio de um considerado número de fiéis. Sua declaração resultou na maior desavença da história da Fé Bahá'í, onde alguns grupos o reconheceram como segundo Guardião, inclusive a Assembleia Nacional da França daquela época. Algumas referências informam que cerca de uma centena de fiéis reconheceram Remey ao lerem sua declaração, porém, com o advento da internet, estima-se que esse número pode estar em ascensão.

## Vida
Nascido em Burlington, Iowa, em 15 de maio de 1874, Mason era o filho mais velho do Contra-Almirante George Collier Remey e Mary Josephine Mason Remey, filha de Charles Mason, o primeiro chefe de justiça de Iowa. Os pais de Remey o criaram na Igreja Episcopal. Remey estudou arquitetura na Universidade Cornell (1893-1896) e na École des Beaux-Arts em Paris, França (1896-1903), onde ouviu falar pela primeira vez sobre a Fé Bahá'í.

## Importância na Fé Bahá'í
Com vasta experiência em arquitetura, Remey foi convidado a projetar as Casas de Adoração Bahá'ís de Uganda e da Austrália, que existem até os dias de hoje e são os templos-mãe da Australásia e da África, respectivamente. A pedido de Shoghi Effendi, ele também desenhou projetos para a Casa de Adoração Bahá'í em Teerã, em Haifa, e o Santuário de 'Abdu'l-Bahá; no entanto, apenas o templo de Haifa foi aprovado antes da morte de Shoghi Effendi, e nenhum deles foi construído até o momento.
Remey viajou exaustivamente para promover a Fé Bahá'í durante o ministério de 'Abdu'l-Bahá. Shoghi Effendi registrou que Remey e seu companheiro bahá'í, Howard Struven, foram os primeiros bahá'ís a dar a volta ao mundo ensinando essa religião.
Escritor prolífico, Remey escreveu numerosos artigos publicados e pessoais promovendo a Fé Bahá'í, incluindo ʻAbdu'l-Bahá - O Centro da Aliança e os cinco volumes: Uma História Abrangente do Movimento Bahá'í (1927), A Revelação e Reconstrução Bahá'í (1919 ), Princípios Construtivos do Movimento Bahá'í (1917) e Movimento Bahá'í: Uma Série de Dezenove Artigos (1912); os quais são alguns títulos das muitas obras que Remey produziu enquanto 'Abdu'l-Bahá ainda estava vivo. A vida de Remey foi registrada em seus diários e, em 1940, ele forneceu cópias e textos selecionados para várias bibliotecas públicas. Incluídas na maioria das coleções, estavam as cartas de ʻAbdu'l-Bahá para ele.
De acordo com o diário de Juliet Thompson, 'Abdu'l-Bahá sugeriu que ela se casasse com Remey, e em 1909 perguntou como ela se sentia a respeito, solicitando-lhe: "Dê meu maior amor ao Sr. Remey e diga: você é muito querido para mim. Você é tão querido para mim que penso em você dia e noite. Você é meu filho de verdade. Portanto, essa é uma ideia para você. Espero que possa acontecer..." ; "Ele me disse que amava muito Mason Remey ", escreve Thompson, "e me amava tanto que desejava que nos casássemos. Esse foi o significado de Sua mensagem para Mason. Ele disse que seria uma união perfeita e boa para a Causa. Então ele me perguntou como eu me sentia sobre isso "; Eles não se casaram, embora Thompson tenha se angustiado com sua decisão, com medo de decepcionar 'Abdu'l-Baha.
Em 1932, Mason Remey casou-se com Gertrude Heim Klemm Mason (1887-1933), que morreu um ano depois.

### Durante a guardiania de Shoghi Effendi
Remey viveu por algum tempo em Washington, DC, nas décadas de 1930 e 1940. Em 1950 mudou sua residência de Washington, DC, para Haifa, Israel, a pedido de Shoghi Effendi. Em janeiro de 1951, Shoghi Effendi emitiu uma proclamação anunciando a formação do Conselho Internacional Bahá'í (IBC), representando o primeiro órgão internacional bahá'í. O conselho pretendia ser um precursor da Casa Universal de Justiça, o órgão supremo da Fé Bahá'í. Remey foi nomeado presidente do conselho em março, com Amelia Collins como vice-presidente, e em dezembro de 1951 foi nomeado Mão da Causa .

## Depois da morte de Shoghi Effendi
Quando Shoghi Effendi morreu, em 1957, Remey e outros Mãos da Causa se encontraram em um Conclave particular em Bahjí, Haifa, e determinaram que ele não havia indicado um sucessor. Durante este conclave, os Mãos da Causa decidiram que a situação em que houve falecimento do Guardião sem nomeação de um sucessor era uma situação não tratada nos textos que definem a administração bahá'í, e que precisaria ser revista e julgada pela Casa Universal de Justiça, que ainda não havia sido eleita. Remey assinou uma declaração unânime dos Mãos da Causa atestando que Shoghi Effendi havia morrido "sem ter nomeado seu sucessor", já que sua nomeação como segundo Guardião não foi feita de maneira clara por Shoghi Effendi.
Três anos depois, em 1960, Remey fez um anúncio por escrito alegando que sua nomeação como presidente do Conselho Internacional Bahá'í representava uma nomeação por Shoghi Effendi como Guardião, pois o Conselho nomeado era um precursor da Casa Universal de Justiça, a qual tem o Guardião como seu presidente.
Mason Remey alegou que a Guardiania era uma instituição destinada a durar para sempre, e que ele era o segundo Guardião em virtude de sua nomeação para o Conselho Internacional Bahá'í. Vários membros da Assembleia Espiritual Nacional Francesa apoiaram Remey, a qual foi consequentemente dissolvida pelos Mãos da Causa. O mesmo aconteceu com diversas Assembleias Espirituais Locais dos Estados Unidos que reconheceram Mason Remey como segundo Guardião da Fé Bahá'í.

### Sob a guardiania hereditária
Entre os bahá'ís que aceitaram Mason Remey como o Segundo Guardião da Causa de Deus, várias outras divisões ocorreram com base em opiniões de legitimidade e na sucessão de autoridade. A maioria de seus seguidores de longa data eram americanos, que se distinguiam como "os bahá'ís sob a guardiania hereditária". Nos últimos anos de vida, Remey foi acometido por sintomas de demência e por isso passou a agir de maneira confusa e contraditória, no entanto, antes dos sintomas de sua demência se agravarem, ele havida nomeado Joe Bray Marangella como seu sucessor e terceiro Guardião, o qual classificou os bahá'í que acreditam na guardiania continuada como bahá'ís ortodoxos. Posteriormente, já acometido pela demência, Remey informou a Donald Harvey, em 1967, que ele seria um Guardião, porém a guardiania já estava nas mãos de Marangella, assim, a nomeação de Harvey não possuiu validade, uma vez que foi consequência da doença de Remey.
Seu filho adotivo, Pepe Remey, assumiu sua curatela e cuidou dele até o falecimento.

## Remeum
De 1937 a 1958, Remey gastou a maior parte de sua fortuna projetando e construindo um mausoléu subterrâneo no estado da Virgínia, um memorial para sua família chamado "Remeum"; uma grande estrutura repleta de estátuas, nichos e relevos artísticos que representavam deidades. O complexo possuía ainda lustres elétricos, ventilação, encanamento, e nunca terminado por questões legais, foi frequentemente vandalizado ao longo dos anos.

## Morte
Próximo a completar 100 anos de idade, Charles Mason Remey faleceu em 4 de fevereiro de 1974, aos 99 anos.